# Lännäs församling
Lännäs församling var en församling i Södra Närkes kontrakt i Strängnäs stift. Församlingen låg i Örebro kommun i Örebro län (Närke) och ingick i Asker-Lännäs pastorat. Församlingen uppgick 2022 i Asker-Lännäs församling

## Administrativ historik
Församlingen har medeltida ursprung. Församlingen utgjorde mellan 14 juni 1593 och 1962 ett eget pastorat och var innan dess, och var från 1962 till 2022 annexförsamling i pastoratet Asker och Lännäs. Församlingen uppgick 2022 i Asker-Lännäs församling.

## Kyrkor
- Lännäs kyrka